# Чагкрік (Вайомінг)
Чагкрік (англ. Chugcreek) — переписна місцевість (CDP) в США, в окрузі Платт штату Вайомінг. Населення — 154 особи (2020).

## Географія
Чагкрік розташований за координатами 42°3′13″ пн. ш. 104°54′28″ зх. д. / 42.05361° пн. ш. 104.90778° зх. д. (42.053474, -104.907900).  За даними Бюро перепису населення США в 2010 році переписна місцевість мала площу 4,90 км², уся площа — суходіл.

## Демографія
Згідно з переписом 2010 року, у переписній місцевості мешкало 156 осіб у 59 домогосподарствах у складі 53 родин. Густота населення становила 32 особи/км².  Було 60 помешкань (12/км²).
Расовий склад населення:
| - 94,9 % — білих - 3,8 % — осіб інших рас |

До двох чи більше рас належало 1,3 %. Частка іспаномовних становила 7,7 % від усіх жителів.
За віковим діапазоном населення розподілялося таким чином: 27,6 % — особи молодші 18 років, 62,1 % — особи у віці 18—64 років, 10,3 % — особи у віці 65 років та старші. Медіана віку мешканця становила 45,5 року. На 100 осіб жіночої статі у переписній місцевості припадало 97,5 чоловіків;  на 100 жінок у віці від 18 років та старших — 105,5 чоловіків також старших 18 років.
Середній дохід на одне домашнє господарство  становив 127 247 доларів США (медіана — 135 028), а середній дохід на одну сім'ю — 127 247 доларів (медіана — 135 028). 
Цивільне працевлаштоване населення становило 136 осіб. Основні галузі зайнятості: транспорт — 28,7 %, освіта, охорона здоров'я та соціальна допомога — 23,5 %, науковці, спеціалісти, менеджери — 14,7 %.